# Lonicera pallasii
Lonicera pallasii là một loài thực vật có hoa trong họ Kim ngân. Loài này được Ledeb. mô tả khoa học đầu tiên năm 1821.